# Manœuvre de Epley
La manœuvre d'Epley est un geste thérapeutique conçu pour soulager le vertige paroxystique positionnel bénin. Elle porte le nom du Dr John Epley qui l'a décrite et développée pour la première fois en 1980. Le geste est effectué par un médecin, ou un physiothérapeute (kinésithérapeute en France), après confirmation d'un diagnostic de vertige paroxystique positionnel bénin (VPPB) par le test de Dix et Hallpike.
Les physiothérapeutes et médecins utilisent aujourd'hui une version de la manœuvre dite « manœuvre d'Epley modifiée » qui ne comprend plus les vibrations de l'apophyse mastoïde préconisées par Epley, car il a été démontré depuis qu'elles n'amélioraient pas l'efficacité du traitement.
Il existe d'autres techniques de traitement par kinésithérapie : manœuvre libératoire de Sémont, entraînement de Norré, manœuvre de Lempert, etc.

## Description et effets de la manœuvre

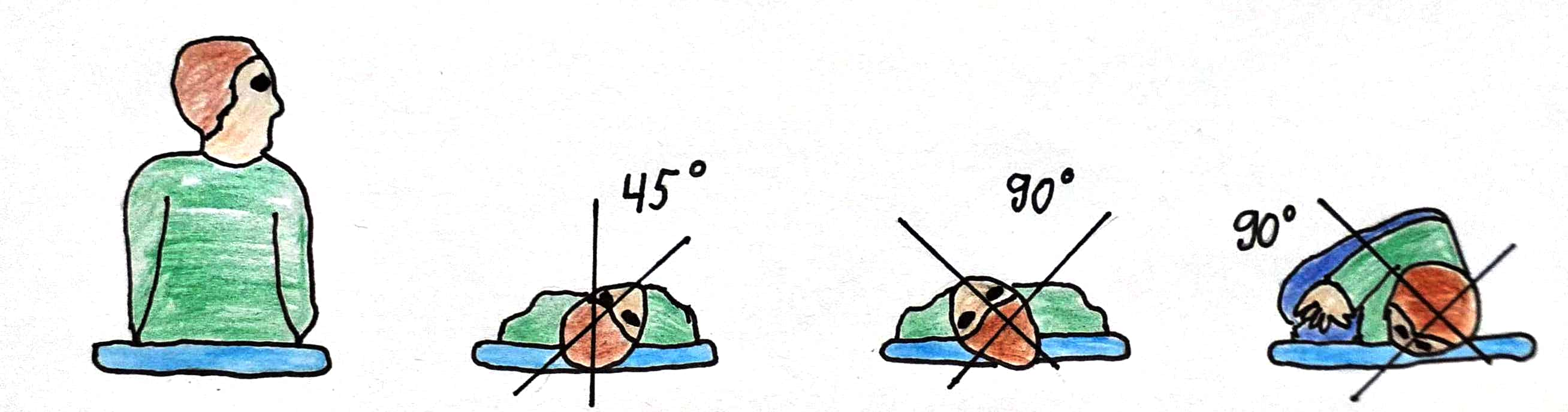
Manœuvre de Epley, de gauche à droite

La manœuvre consiste en un enchaînement de positions :
- le patient commence dans une posture assise droite, avec les jambes complètement étendues et la tête tournée à 45 degrés vers le côté affecté ;
- le patient s'allonge rapidement en arrière en gardant la tête tournée, l'oreille affectée face au sol, et le cou avec une extension de 30 degrés vers l'arrière (Dix-Hallpike position) ;
- rester dans cette position pendant environ 30 secondes ;
- la tête est ensuite tournée de 90 degrés dans la direction opposée de telle sorte que l'oreille non affectée fait face au sol, tout en maintenant le prolongement du cou de 30 degrés ;
- rester dans cette position pendant environ 30 secondes ;
- en gardant la tête et le cou dans une position fixe, l'individu roule sur l'épaule, dans la direction à laquelle il fait face ;
- rester dans cette position pendant environ 30 secondes ;
- enfin, l'individu est lentement porté vers une position assise droite, tout en maintenant la rotation de 45 degrés de la tête ;
- maintenir la position assise pour un maximum de 30 secondes.

Toute la séquence peut être répétée à deux reprises, pour un total de trois fois par procédure. Au cours de chacune des étapes de cette procédure, le patient peut éprouver des vertiges.
Après le traitement, le clinicien peut fournir au patient un collier cervical souple, souvent porté pour le reste de la journée, pour éviter toutes les positions de tête qui peuvent déplacer une fois de plus l'otolithe. Le patient doit éviter de se pencher, se trouver en arrière, déplacer la tête de haut en bas, ou incliner la tête de chaque côté. Le collier cervical souple est retiré avant le coucher. Ce faisant, le patient doit être encouragé à effectuer des mouvements horizontaux de la tête pour la mobilité du cou.
Il est important de demander au patient que des mouvements horizontaux de la tête soient effectués afin de prévenir une raideur dans les muscles du cou.
La littérature est incertaine quant à savoir si les restrictions d'activité qui suivent le traitement améliorent son efficacité. Cependant, les patients qui n'ont pas respecté de restrictions d'activité avaient souvent besoin d'une ou deux séances de traitement supplémentaires afin d'atteindre un résultat positif[source insuffisante].